# Dziwogóra (singel)
Dziwogóra – drugi singel polskiej piosenkarki Haliny Mlynkovej promujący album Etnoteka, wydany 27 stycznia 2012 roku nakładem wytwórni Mystic Production. Autorem muzyki jest Krzysztof Łochowicz i Robert Amirian, który tekst utworu napisał wraz z wokalistką.
Utwór został po raz pierwszy zaprezentowany na żywo podczas programu Dzień Dobry TVN transmitowanego 12 listopada 2011 roku, choć wtedy nie zapowiadano go jako singla promującego album. Do utworu nakręcono teledysk przedstawiający dwoistość kobiecej natury. Prócz wokalistki, w wideoklipie wystąpiła grupa taneczna Setanta, a także Marcin Rumiński, lider zespołu Shannon.
Singel utrzymany jest w irlandzko-orientalnej stylistyce.
Artystka o singlu powiedziała:

Dziwogóra to moja ulubiona piosenka z Enoteki: niekomercyjna, wyrazista, brzmieniowo mocno osadzona w irlandzkim klimacie, a do tego z historią o dwoistości kobiety i sile jaka z niej płynie.

## Lista utworów
1. „Dziwogóra” – 4:29[7]